# Семенюк-Самсоненко Валентина Петрівна
Семенюк-Самсоненко Валентина Петрівна (*4 червня 1957, Заріччя — 27 серпня 2014, Чайки) — український політик, Голова Фонду державного майна України (2005–2008), Народний депутат України 2-го, 3-го, 4-го та 5-го скликань. Заслужений економіст України (5 березня 1997)

## Біографія
Валентина Скиб'юк народилася 4 червня 1957 року в житомирському селі Заріччя. З 1974 року вона працювала діловодом Ружинської селищної ради народних депутатів і керувала паралельно драматичним гуртком районного будинку культури у смт Ружин. У 1977 році вже одружена Валентина Семенюк перейшла на комсомольську роботу. У 1982 році закінчила Житомирський сільськогосподарський інститут за фахом економіст-організатор сільськогосподарського виробництва. З цього ж року вона обіймала посади бухгалтера та старшого бухгалтера централізованої бухгалтерії управління сільського господарства, а потім старшого та головного економісту Ружинської районної планової комісії. В 1990 році Валентина Семенюк стала секретарем Ружинського районного комітету КПУ і вийшла таким чином на політичну сцену. Після заборони Компартії у серпні 1991 року вона працювала старшим економістом районного плану, а потім — завідувачем соціально-економічного відділу Ружинської районної державної адміністрації.
Спочатку Валентина Семенюк вступила до лав новоствореної Соціалістичної партії України (СПУ), але після відновлення діяльності КПУ в червні 1993 року вона перейшла до цієї партії і навіть очолила Ружинський районний комітет Компартії.
На парламентських виборах 1994 року Валентина Семенюк балотувалася як кандидат від КПУ на посаду Народного депутата України від Андрушівського виборчого округу (№ 159). У першому турі 27 березня вона посіла друге місце, набравши лише 12,77 %, через що на 4 квітня був призначений другий тур. Цього разу Валентині Семенюк вдалося здобути перемогу — вона отримала 50,62 % голосів виборців і пройшла до українського парламенту. Там вона обіймала посаду Секретаря Комітету з питань агропромислового комплексу, земельних ресурсів і соціального розвитку села. Саме за часів цієї каденції Валентина Семенюк знову змінила політичну партію та вкотре перейшла до СПУ.
12 травня 1998 Валентина Семенюк вдруге була обрана до складу Верховної Ради України — тепер за об'єднаним виборчим списком СПУ та СелПУ (№ 33 у списку). Вже незабаром її обрали до Комітету з питань аграрної політики та земельних відносин.
У 1999 році отримала диплом юриста у Національній юридичній академії України імені Ярослава Мудрого.
31 березня 2002 Валентина Семенюк втретє отримала мандат у Верховній Раді України, куди вона потрапила під номером 4 виборчого списку СПУ. З червня того ж самого року Валентина Семенюк очолювала Спеціальну контрольну комісію з питань приватизації.
13 квітня 2005 року Президент України Віктор Ющенко призначив Валентину Семенюк Головою Фонду державного майна України, через що вона вибула з українського парламенту.
25 травня 2006 року Валентина Семенюк вчетверте потрапила до стін Верховної Ради України. Але вже незабаром вона знову втратила свій мандат, бо залишила за собою посаду Голови Фонду державного майна України.
30 вересня 2007 року Валентина Семенюк знову намагалася пройти до українського парламенту за списком СПУ, але ця політична сила не змогла подолати прохідний бар'єр.
У лютому 2008 року Валентина Семенюк одружилася з Віталієм Самсоненком і змінила своє прізвище на «Семенюк-Самсоненко». Приблизно тоді же за посаду Валентини Семенюк розпочалася суперечка між Президентом України та Кабінетом Міністрів України. 6 лютого Кабмін видав розпорядження № 208-р/2008, згідно з яким через проведення службового розслідування Валентина Семенюк відсторонювалась від виконання своїх повноважень у період з 7 лютого по 4 квітня 2008 року. Крім того було видане ще одне розпорядження, згідно з яким обов'язки Валентини Семенюк тимчасово мав би виконувати Андрій Портнов, Народний депутат від Блоку Юлії Тимошенко. Вже 7 лютого Президент України своїм указом зупинив дію цих розпоряджень. Згодом, 15 та 25 квітня, Президент України двічі змінював форму цього указу, але зміст залишався тим же самим, через що Валентина Семенюк-Самсоненко змогла утримати свою посаду. 26 грудня 2008 року Верховна Рада України звільнила Валентину Семенюк-Самсоненко з посади Голови Фонду державного майна України.
27 серпня 2014, о 19:00, в селі Чайки поблизу Києва, у будинку за місцем проживання виявлено тіло Семенюк-Самсоненко В. П. з вогнепальним пораненням голови. Тіло знайшла донька Семенюк. Міліція через день відкрила кримінальне провадження через убивство. Також стало відомо, що за декілька тижнів до смерті Валентина розповідала, що хтось замовив її вбивство.
20 квітня 2017 року Національна поліція України закрила кримінальне провадження за фактом смерті колишнього голови Фонду державного майна України Валентини Семенюк-Самсоненко у зв'язку з відсутністю складу злочину.

## Державні нагороди
- Заслужений економіст України (5 березня 1997) — за активну участь у законотворчій роботі та з нагоди Міжнародного жіночого дня 8 Березня[3]